# Stefan Ortega
Stefan Ortega Moreno (* 6. listopadu 1992 Hofgeismar) je německý profesionální fotbalový brankář, který chytá za anglický klub Manchester City FC.

## Klubová kariéra

### Arminia Bielefeld
Ortega je odchovancem KSV Hessen Kassel. V roce 2007 se přesunul do akademie Arminie Bielefeld. 1. října 2011 debutoval za v A-týmu Arminie proti 1. FC Heidenheim. Ortega s klubem v sezóně 2012/13 postoupil do 2. Bundesligy a následně se stal brankářskou jedničkou.

### TSV 1860 München
V červnu 2014 se Ortega připojil k týmu TSV 1860 München jako volný hráč po vypršení smlouvy v Bielefeldu. Po odchodu Gábora Királyho v srpnu 2014 se Ortega stal brankářskou jedničkou. Ortega klub opustil po 3 sezónách, ve kterých odchytal 64 soutěžních utkání.

### Arminia Bielefeld (návrat)
Ortega se v létě 2017 přesunul zpět do Arminie, se kterou podepsal novou tříletou smlouvu.
S Arminií Bielefeld postoupil Ortega v roce 2020 do Bundesligy. V jeho první sezoně v Bundeslize si klub zajistil 15. místo a vyhnul se sestupu po vítězství 2:0 ve venkovním zápase proti VfB Stuttgart v posledním kole. Německý fotbalový magazín Kicker označil Ortegu za druhého nejlepšího brankáře v lize.
Ortega se v lednu 2022 stal kapitánem Bielefeldu, se kterým však v sezóně 2021/22 sestoupil z Bundesligy. Po sezóně Ortega klub opustil.

### Manchester City
V červenci 2022 Ortega podepsal smlouvu s mistrem Premier League Manchesterem City. Ortega debutoval v týmu v zápase skupinové fáze Ligy mistrů UEFA proti Borussii Dortmund, který skončil 0:0. Hrál i v dalším zápase skupinové fáze Ligy mistrů proti Seville, který Citizens vyhráli 3:1, a ve třetím kole EFL Cupu proti Chelsea, kde 9. listopadu na Etihad Stadium pomohl k vítězství City 2:0.
Dne 3. května 2023 Ortega debutoval v Premier League a nastoupil při výhře 3:0 nad West Hamem United. Ortega také odehrál všechny zápasy v FA Cupu 2022/23, který Citizens vyhráli, přičemž v šesti zápasech inkasoval pouze jeden gól.

## Ocenění

### Klubová

#### Manchester City
- Premier League: 2022/23
- FA Cup: 2022/23
- Liga mistrů UEFA: 2022/23